# Center (Misuri)
Center es una ciudad ubicada en el condado de Ralls en el estado estadounidense de Misuri. En el Censo de 2010 tenía una población de 508 habitantes y una densidad poblacional de 494,06 personas por km².

## Geografía
Center se encuentra ubicada en las coordenadas 39°30′34″N 91°31′45″O / 39.50944, -91.52917. Según la Oficina del Censo de los Estados Unidos, Center tiene una superficie total de 1.03 km², de la cual 1.03 km² corresponden a tierra firme y (0%) 0 km² es agua.

## Demografía
Según el censo de 2010, había 508 personas residiendo en Center. La densidad de población era de 494,06 hab./km². De los 508 habitantes, Center estaba compuesto por el 95.67% blancos, el 1.38% eran afroamericanos, el 0% eran amerindios, el 1.18% eran asiáticos, el 0.2% eran isleños del Pacífico, el 0.2% eran de otras razas y el 1.38% pertenecían a dos o más razas. Del total de la población el 0.98% eran hispanos o latinos de cualquier raza.